# Ligne Kintetsu Kashihara
La ligne Kintetsu Kashihara (近鉄橿原線, Kintetsu Kashihara-sen) est une ligne ferroviaire du réseau Kintetsu située dans la préfecture de Nara au Japon. Elle relie la gare de Yamato-Saidaiji à Nara, à la gare de Kashiharajingu-mae à Kashihara.

## Histoire
La ligne a été inaugurée le 1er avril 1921 entre les gares de Saidaiji (aujourd'hui Yamato-Saidaiji) et Kōriyama (aujourd'hui Kintetsu-Kōriyama). La ligne est prolongée à Hirahata en 1922 et à Kashiharajingū-mae en 1923.

## Caractéristiques

### Ligne
- Ecartement : 1 435 mm
- Alimentation : 1 500 V par caténaire

### Interconnexion
La ligne est interconnectée avec :
- la ligne Kintetsu Kyoto à Yamato-Saidaiji,
- la ligne Kintetsu Tenri à Hirahata,
- la ligne Kintetsu Osaka à Yamato-Yagi.

### Liste des gares

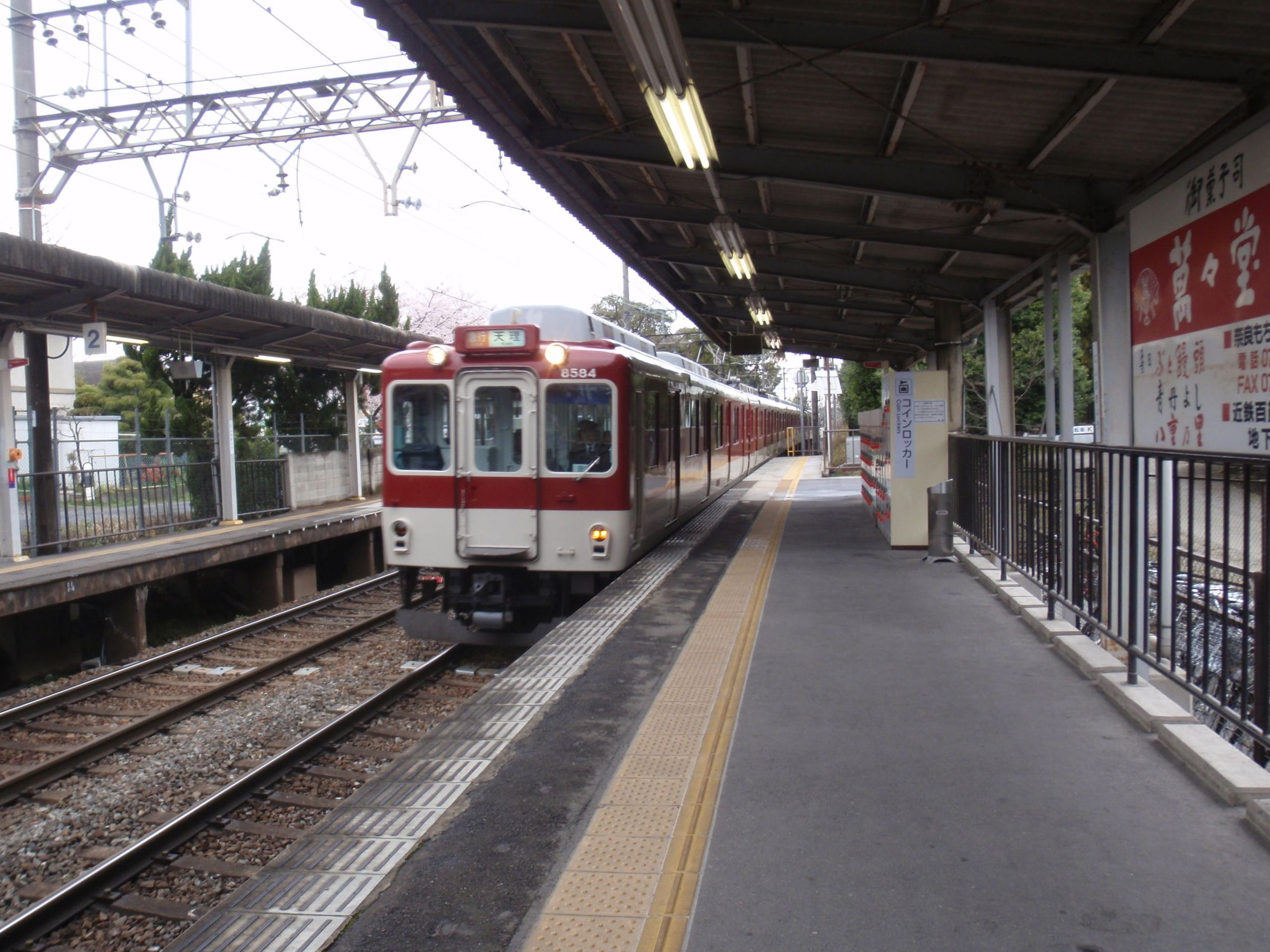
La ligne à Kintetsu-Kōriyama

La ligne comporte 17 gares numérotées de B26 à B42.
| Numéro | Gare               | Nom japonais     | Distance depuis Yamato-Saidaiji (km) | Correspondances                            | Localisation   | Localisation       |
| ------ | ------------------ | ---------------- | ------------------------------------ | ------------------------------------------ | -------------- | ------------------ |
| B26    | Yamato-Saidaiji    | 大和西大寺       | 0                                    | Kintetsu : Kyoto (interconnexion), Nara    | Nara           | Préfecture de Nara |
| B27    | Amagatsuji         | 尼辻             | 1,6                                  |                                            | Nara           | Préfecture de Nara |
| B28    | Nishinokyō         | 西ノ京           | 2,8                                  |                                            | Nara           | Préfecture de Nara |
| B29    | Kujō               | 九条             | 4,0                                  |                                            | Yamatokōriyama | Préfecture de Nara |
| B30    | Kintetsu Kōriyama  | 近鉄郡山         | 5,5                                  |                                            | Yamatokōriyama | Préfecture de Nara |
| B31    | Tsutsui (ja)       | 筒井             | 8,4                                  |                                            | Yamatokōriyama | Préfecture de Nara |
| B32    | Hirahata           | 平端             | 9,9                                  | Kintetsu : Tenri (interconnexion)          | Yamatokōriyama | Préfecture de Nara |
| B33    | Family Kōen Mae    | ファミリー公園前 | 10,9                                 |                                            | Yamatokōriyama | Préfecture de Nara |
| B34    | Yūzaki             | 結崎             | 12,4                                 |                                            | Kawanishi      | Préfecture de Nara |
| B35    | Iwami              | 石見             | 13,8                                 |                                            | Miyake         | Préfecture de Nara |
| B36    | Tawaramoto         | 田原本           | 15,9                                 | Kintetsu : Tawaramoto (à Nishi-Tawaramoto) | Tawaramoto     | Préfecture de Nara |
| B37    | Kasanui            | 笠縫             | 17,3                                 |                                            | Tawaramoto     | Préfecture de Nara |
| B38    | Ninokuchi          | 新ノ口           | 19,1                                 |                                            | Kashihara      | Préfecture de Nara |
| B39    | Yamato-Yagi        | 大和八木         | 20,5                                 | Kintetsu : Osaka (interconnexion)          | Kashihara      | Préfecture de Nara |
| B40    | Yagi-nishiguchi    | 八木西口         | 20,5                                 | JR West : Sakurai (à Unebi)                | Kashihara      | Préfecture de Nara |
| B41    | Unebigoryōmae      | 畝傍御陵前       | 22,8                                 |                                            | Kashihara      | Préfecture de Nara |
| B42    | Kashiharajingu-mae | 橿原神宮前       | 23,8                                 | Kintetsu : Minami Osaka, Yoshino           | Kashihara      | Préfecture de Nara |